# Angels on Acid
Angels on Acid – amerykański zespół wykonujący muzykę industrialną, EBM i psychedelic trance, założony w 2003 r.
Dotychczas wydał jeden album „Eyes Behind the Curtain” (2007). Wydawany przez wytwórnię DSBP Records. W założeniach zespół zamierzał połączyć ciemne, agresywne style muzyczne ostatnich 20. lat w nowy gatunek, nazwany przez nich „Psybercore”

## Skład
- M!K!LL - wokal, syntezator, sekwencer, sampling
- J3551C4 - syntezator, tylny wokal
- The Omen - gitara

## Dyskografia
- Eyes Behind the Curtain, (2007)

Lista utworów:
1. Eyes Behind the Curtain

2. The Vile

3. Misery Loves Company

4. Dominate

5. Hellion

6. Ashes

7. Nowhere to Run

8. This Present Darkness

9. Shadow Dance

10. Leviathan

11. I Am the Future

12. Salvation

13. Fall of Angels

14. Leviathan (Kri Remix)